# 아함동산배 (중국)
중국 아함동산배(中國 阿含桐山杯)는 중국국제우호연락회와 중국기원이 공동주최하고 일본의 불교 단체인 아함종(阿含宗)이 후원하는 중국의 바둑 기전이다. 우승 상금은 20만 위안, 준우승 상금은 8만 위안이다.

## 대회 규정
30초마다 한 수 진행, 고려시간 1분 10회 사용 가능, 덤 7.5

## 시드 배정
- 8명 본선 진출(16강) - 전기 대회 우승/준우승, 세계 대회 우승/준우승, 국내 기전 타이틀 보유자
- 프로기사 112명 본선 선발전 진출

## 진행 방식
- 인터넷 선발전 - 프로, 아마 기사가 별도로 선발전을 진행하여 프로 16명, 아마 16명 예선 선발전 진출
- 예선 선발전 - 인터넷 선발전을 통과한 프로, 아마 기사가 본선 선발전 진출자 16명 선발
- 본선 선발전 - 예선 선발전 통과자 16명+시드 배정자 112명이 본선 진출자 8명 선발
- 본선 - 본선 선발전 통과자 8명+시드 8명이 16강 토너먼트 진행
- 우승자는 중일 아함동산배 대표로 출전

## 역대 우승자
| 회수 | 연도 | 우승       | 전적 | 준우승     |
| ---- | ---- | ---------- | ---- | ---------- |
| 1    | 1999 | 마샤오춘   | 1-0  | 저우허양   |
| 2    | 2000 | 저우허양   | 1-0  | 사오웨이강 |
| 3    | 2001 | 마샤오춘   | 1-0  | 류징       |
| 4    | 2002 | 위빈       | 1-0  | 황이중     |
| 5    | 2003 | 구리       | 1-0  | 쿵제       |
| 6    | 2004 | 저우허양   | 1-0  | 사오웨이강 |
| 7    | 2005 | 구리       | 1-0  | 추쥔       |
| 8    | 2006 | 류싱       | 1-0  | 뤄시허     |
| 9    | 2007 | 류싱       | 1-0  | 쿵제       |
| 10   | 2008 | 구리       | 1-0  | 창하오     |
| 11   | 2009 | 쑨텅위     | 1-0  | 퍄오원야오 |
| 12   | 2010 | 추쥔       | 1-0  | 창하오     |
| 13   | 2011 | 퍄오원야오 | 1-0  | 천야오예   |
| 14   | 2012 | 구리       | 1-0  | 저우루이양 |
| 15   | 2013 | 롄샤오     | 1-0  | 판팅위     |
| 16   | 2014 | 커제       | 1-0  | 탕웨이싱   |
| 17   | 2015 | 황윈쑹     | 1-0  | 천야오예   |
| 18   | 2016 | 커제       | 1-0  | 천야오예   |
| 19   | 2017 | 퉈자시     | 1-0  | 커제       |
| 20   | 2018 | 구쯔하오   | 1-0  | 판팅위     |
| 21   | 2019 | 판팅위     | 1-0  | 퉈자시     |
| 22   | 2021 | 구쯔하오   | 1-0  | 황윈쑹     |
| 23   | 2022 | 리친청     | 1-0  | 셰얼하오   |
| 24   | 2023 | 양딩신     | 1-0  | 구쯔하오   |
| 25   | 2024 | 천쯔젠     | 1-0  | 룽이       |